# Go-En'yū Tennō
Go-En'yū Tennō (後円融天皇 11 de enero de 1359 – 6 de junio de 1393?) fue el quinto Emperador de la Corte del Norte de Japón. Según los documentos históricos pre-Meiji, reinó entre 1371 y 1382. Antes de ser ascendido al Trono Nanboku-chō, su nombre personal (imina) era Príncipe Imperial Ohito (緒仁親王 Ohito-shinnō?).

## Genealogía
Fue el segundo hijo del Pretendiente del Norte, el Emperador Go-Kōgon. Su madre fue Fujiwara Nakako (藤原仲子), hija de Hirohashi Kanetsuna (広橋兼綱).
- Consorte: Itsuko (厳子), hija de Sanjō Kimitada (三条公忠)

- Primer hijo: Príncipe Imperial Motohito (幹仁親王, futuro Emperador Go-Komatsu)
- Primera hija: Princesa Imperial Keiko (珪子内親王)

- Dama de Honor: Fujiwara Imako (藤原今子)

- Segundo hijo: Príncipe Imperial ?? (道朝親王)

## Biografía
En 1371 fue proclamado Príncipe de la Corona; poco después, el 9 de abril de 1371 su padre, el Emperador Go-Kōgon abdica a favor del Príncipe Imperial Ohito, quien a los doce años asume al trono con el nombre de Emperador Go-En'yū. Hasta 1374, el Emperador Go-Kōgon gobernó como Emperador Enclaustrado.
El 24 de mayo de 1382, el Emperador Go-En'yū abdica a los 23 años a favor de su hijo, el Emperador Go-Komatsu, y se convierte en Emperador Enclaustrado. Al no tener poder alguno, el Emperador Go-En'yū se rebeló, amenazando con suicidarse y acusando al shōgun Ashikaga Yoshimitsu y a su consorte Itsuko de cometer adulterio.
En 1392, se establece la paz definitiva entre las dos Cortes, finalizando el Período de las Cortes del Norte y del Sur, y en donde su hijo el Emperador Go-Komatsu seguiría como Emperador de Japón.
En 1393, el Emperador Go-En'yū muere a los 34 años.

## Eras
Eras de la Corte del Sur
- Kentoku (1370 – 1372)
- Benchū (1372 – 1375)
- Tenju (1375 – 1381)
- Kōwa (1381 – 1384)

Eras de la Corte del Norte
- Ōan (1368 – 1375)
- Eiwa (1375 – 1379)
- Kōryaku (1379 – 1381)
- Eitoku (1381 – 1384)

## Rivales de la Corte del Sur
- Emperador Chōkei